# Блиндер, Алан
Алан Стюарт Блиндер (англ. Alan Stuart Blinder; род. 14 октября 1945, Бруклин, штат Нью-Йорк) — американский экономист. Входит в число самых влиятельных экономистов мира по версии IDEAS/RePEc.
Бакалавр (1967) Принстонского университета, магистр (1968) Лондонской школы экономики, доктор философии Массачусетского технологического института (1971). С 1971 г. преподаёт в Принстонском университете (профессор с 1979).
В 1993—1994 — член Совета экономических консультантов при президенте США.
В 1994—1996 — заместитель председателя Федеральной резервной системы.
Лауреат премии Адама Смита (1999).

## Биография
Блиндер родился в еврейской семье в Бруклине, Нью-Йорк.
С 1978 года Блиндер был научным сотрудником Национального бюро экономических исследований.
Биндер работал в Совете экономических консультантов президента Билла Клинтона с января 1993 по июнь 1994 года.
В 2009 году Блиндер был принят в Американскую академию политических и социальных наук «за выдающиеся исследования в области налогово-бюджетной политики, денежно-кредитной политики и распределения доходов, а также за последовательное использование этих знаний на общественной арене».

### Политическая карьера
В качестве вице-председателя Блиндер предостерёг от слишком быстрого повышения процентных ставок для замедления инфляции из-за отставания от предыдущих повышений, которые повлияли на экономику. Он также предостерег от игнорирования краткосрочных издержек в виде безработицы, которые может вызвать борьба с инфляцией.
Многие утверждают, что пребывание Блиндера в ФРС было прервано из-за его склонности бросать вызов председателю Алану Гринспену. В частности, оспаривая предположения, Блиндер нарушил «весь процесс принятия Гринспеном решений».

### «Деньги за драндулет»
Блиндер был одним из первых сторонников программы «Деньги за драндулет», в рамках которой правительство покупает некоторые из самых старых, наиболее загрязняющих окружающую среду автомобилей и утилизирует их. В июле 2008 года он написал статью в The New York Times, защищающую такую программу, которая была реализована администрацией Обамы летом 2009 года. Блиндер утверждал, что она может стимулировать экономику, принести пользу окружающей среде и сократить неравенство в доходах. Президент Обама похвалил программу за «превосхождение ожиданий», но подверг критике по экономическим и экологическим причинам.

### Взгляды
Он является решительным сторонником свободной торговли. Блиндер критически относится к публичному обсуждению государственного долга США, описывая его как в целом варьирующийся от «смехотворного до ужасающего».

## Основные произведения
- «Экономическая теория: принципы и политика» (Economics: Principles and Policy, 1979, в соавторстве с У. Баумолем);
- «Центральный банк в теории и на практике» (Central Banking in Theory and Practice, 1998).
- Alan S. Blinder, Janet L. Yellen The Fabulous Decade: Macroeconomic Lessons from the 1990s. — New York: The Century Foundation Press, 2001. ISBN 0-87078-467-6
- After the Music Stopped: The Financial Crisis, the Response, and the Work Ahead. — New York: Penguin Press, 2013. ISBN 978-1594205309
- A Monetary and Fiscal History of the United States, 1961—2021. — Princeton University Press, 2022.